# Opération Lusty
Pendant et après la Seconde Guerre mondiale
L'opération Lusty (LUftwaffe Secret TechnologY, en français : Technologie secrète de la Luftwaffe) est menée par l'United States Army Air Forces (USAAF) afin de capturer et évaluer la technologie aéronautique allemande durant et après la Seconde Guerre mondiale.

## Généralités
Durant la Seconde Guerre mondiale, les services de renseignement des forces aériennes de l'armée américaine envoient des équipes en Europe afin d'avoir accès aux avions ennemis, rapports techniques et scientifiques, installations de recherches et aux armes, afin qu'ils soient étudiés aux États-Unis.
Les équipes de l'Air Technical Intelligence (ATI) (en), sont formées à l'école du renseignement technique de la base aérienne Wright-Patterson, dans l'Ohio, afin de récupérer les équipements ennemis et découvrir les évolutions techniques de l'Allemagne. Le personnel de l'ATI se lance dans une course, avec l'aide de 32 groupes techniques de renseignement alliés, pour obtenir des informations et du matériel récupéré sur les lieux de crashs.
Alors que la guerre s'achève, les différentes équipes de renseignement, y compris l'ATI, sont réunies, au sein du renseignement tactique, pour procéder aux enquêtes post-guerres. L'exploitation du renseignement augmente de façon spectaculaire.
Le 22 avril 1945, l'USAAF associe les objectifs de renseignement technique et le renseignement post-hostilités au sein de la Division Exploitation sous le nom de code Lusty. Cette opération a pour but d'exploiter les documents scientifiques allemands saisis, les installations de recherche et les avions. L'opération est composée de deux équipes.
L'équipe une, sous la direction du colonel Harold E. Watson, un ancien pilote d'essai de Wright, recueille les avions et armes ennemis, pour un examen plus approfondi aux États-Unis.
L'équipe deux, est chargée de recruter des scientifiques, recueillir les documents et étudier les installations.

## Les as de Watson
En 1944, les experts du renseignement de la base aérienne Wright-Patterson établissent des listes de matériel d'aviation qu'ils veulent examiner. Watson et ses équipes, surnommées Whizzers Watson (en français : Les as de Watson) composées de pilotes, d'ingénieurs et techniciens de maintenance, se servent de ces listes noires afin de recueillir les avions. Watson organise ses as en deux sections. L'une récupère les avions à réaction tandis que l'autre recueille les équipements de l'avion (moteur, pièces et armement).
Après la guerre, les équipes sont rejointes par des pilotes d'essai de la Luftwaffe. L'un d'eux est Hauptmann Heinz Braur. Le 8 mai 1945, Braur récupère 70 femmes, enfants et troupes blessées à l'aéroport de Munich-Riem. Après avoir atterri, Braur est approché par l'un des hommes de Watson qui lui donne le choix entre aller dans un camp de prisonniers ou voler pour eux. Braur préfère le second choix. Trois employés de Messerschmitt rejoignent également les Whizzers : Karl Baur (en), le chef des pilotes d'essai chez Messerschmitt, le pilote d'essai Ludwig Hoffman et Gerhard Coulis, le surintendant de l'ingénierie. Le pilote d'essai Herman Kersting les rejoint plus tard. Lorsque les Whizzers localisent neuf avions à réaction Messerschmitt Me 262 à la base aérienne de Lechfeld près d'Augsbourg, en Allemagne, ces pilotes d'essais ont la compétence nécessaire pour les faire voler. Il est également intéressant de noter qu'il a été allégué et partiellement étayé, par des documents déclassifiés, que les Whizzers recrutent du personnel capturé et des pilotes de la Luftwaffe qui sont retenus à Fort Bliss, au Texas, pour aller dans ce qui allait devenir les zones contrôlées par les britanniques, français et soviétiques. Après le jour de la Victoire ils font voler, cachent et récupèrent les avions de la liste noire, mais aussi les équipements secrets des armes et les documents, dans les zones sous contrôle américain, environ quatre mois avant la capitulation de l'Allemagne.
Les hommes de Watson voyagent à travers l'Europe pour trouver les avions de la liste. Une fois récupérés, ils doivent les expédier aux États-Unis.
Heureusement, les Britanniques leur prêtent le porte-avions d'escorte, construit à l'origine en Amérique, HMS Reaper. Le port le mieux adapté pour le navire et le chargement des avions est à Cherbourg (Cherbourg-Octeville en 2000, Cherbourg-en-Cotentin en 2016). Les pilotes des Whizzers amènent les Messerschmitt Me 262 mais aussi d'autres avions, tel l'Arado Ar 234, de Lechfeld à Saint-Dizier, Melun puis près de Cherbourg, sur la Base aérienne de Querqueville, également connue sous le nom ALG A-23C Querqueville,.
Tous les avions sont alors emballés, pour qu'ils soient protégés contre l'air salin et la météo, chargés sur le transporteur et amenés aux États-Unis, où ils sont déchargés au terrain de l'armée de l'air de Newark, puis étudiés dans les différents centres d'essais de vol des groupes de l'USAAF, la base aérienne Wilbur Wright (en) mais aussi celui de l'United States Navy, le centre d'essais de Patuxent.
L'un des Messerschmitt Me 262 jets est baptisé Marge par les mécaniciens ; les pilotes le baptiseront plus tard Lady Jess IV.

## Utilisation des équipements étrangers
En 1945, les avions ennemis expédiés aux États-Unis sont répartis entre la Navy et les forces aériennes de l'armée des États-Unis. Le général Henry Harley Arnold ordonne la conservation d'un exemplaire de tous les types d'aéronefs utilisés par les forces ennemies. L'armée de l'air envoie ses avions à Wright Field et lorsque le terrain d'aviation ne peut plus gérer les avions supplémentaires, beaucoup sont envoyés à la base aérienne Freeman (en) dans l'Indiana. Finalement, l'opération Lusty permet de récupérer 16 280 pièces d'équipement afin qu'ils soient examinés par le personnel du renseignement qui sélectionnent 2 398 matériels distincts pour analyse technique. Quarante-sept personnes sont engagées dans l'identification, l'inspection et de l'entreposage du matériel étranger capturé.